# Lipová (district de Zlín)
Pour les articles homonymes, voir Lipová.
Lipová (en allemand : Linden) est une commune du district et de la région de Zlín, en République tchèque. Sa population s'élevait à 363 habitants en 2020.

## Géographie
Lipová se trouve à 4 km au nord de Slavičín, à 20 km au sud-est de Zlín, à 94 km à l'est de Brno et à 271 km au sud-est de Prague.
La commune est limitée par Sehradice, Slopné et Loučka au nord, par Haluzice au nord-est, par Vlachovice à l'est et par Slavičín au sud-est, au sud et à l'ouest.

## Histoire
La première mention écrite de la localité date de 1362.

## Transports
Par la route, Lipová se trouve à 4 km de Slavičín, à 28 km de Zlín, à 117 km de Brno et à 330 km de Prague.